# Энергонезависимая память BIOS

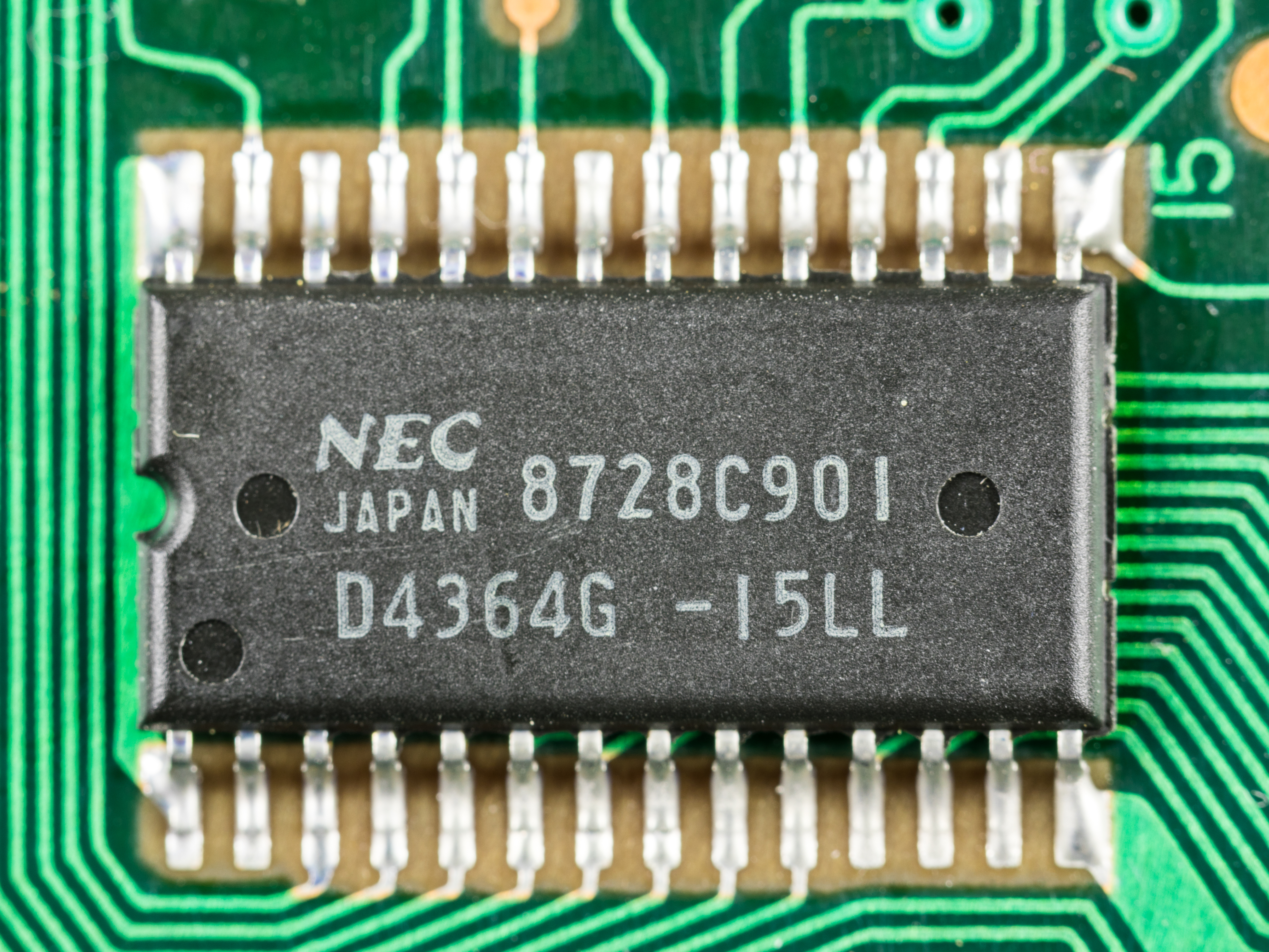
Микросхема статической памяти NEC D4364G 8192 × 8 bit, используемая в качестве энергонезависимой памяти

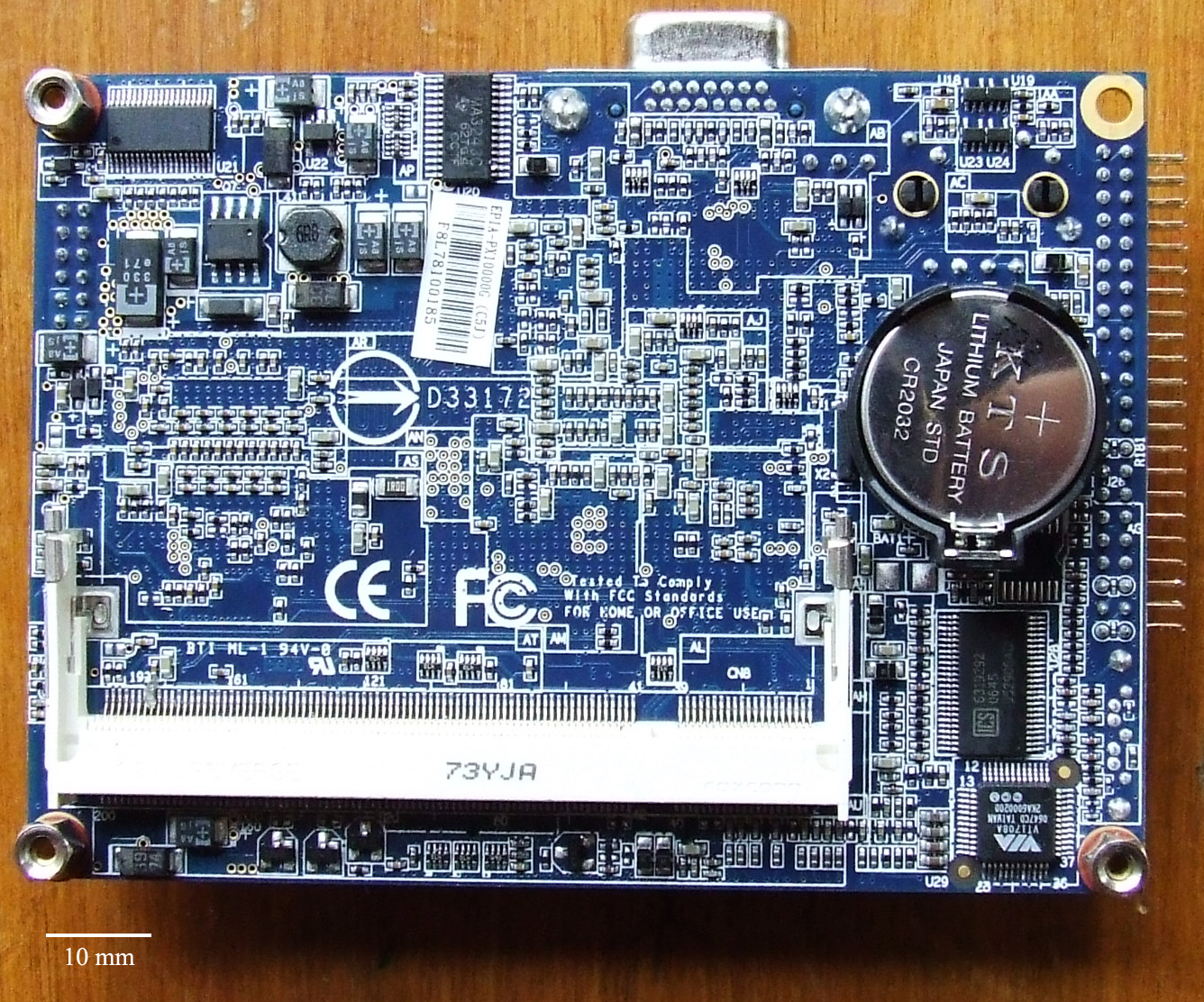
Материнская плата формата Pico ITX с батарейкой CMOS

Энергонезависимая (или условно энергонезависимая) память BIOS — запоминающее устройство малого объёма, предназначенное для хранения данных о конфигурации компьютера. В PC-совместимых компьютерах, как правило, выполнено в виде статической памяти с низким энергопотреблением, получающей питание от специальной батарейки вместе с часами реального времени. По этой причине этот вид памяти часто называют CMOS-памятью — из-за того, что эта память, как правило, выполняется на энергоэффективной КМОП-логике, а элемент питания в свою очередь — батарейкой CMOS. Как правило, объём этой памяти невелик, типичное значение — 256 байт. До появления энергонезависимой памяти конфигурация компьютера производилась с помощью перемычек и DIP-переключателей на материнской плате.
Изменение настроек, хранящихся в памяти BIOS, как правило возможно через меню BIOS setup, которое можно вызвать только при запуске компьютера, но существуют отдельные версии BIOS, прежде всего предназначенные для оверклокинга, позволяющие менять настройки непосредственно из операционной системы. Изменение некоторых настроек BIOS (например, установка излишне высокой тактовой частоты процессора) может привести к полной неработоспособности компьютера и невозможности зайти в BIOS setup. Для восстановления работоспособности на материнской плате могут выводиться контакты, замыкание которых приводит к очистке памяти BIOS и сбросу всех настроек на стандартные. При отсутствии такой контактной пары сброс настроек может быть осуществлён путём извлечения системной батарейки на несколько секунд.